# Port lotniczy Pointe Vele
Port lotniczy Pointe Vele (fr. Aéroport de Futuna - Pointe-Vele, IATA: FUT, ICAO: NLWF) – port lotniczy położony w miejscowości Vele, na wyspie Futuna (Wallis i Futuna).

## Linie lotnicze i połączenia
- Air Calédonie: Hihifo (Uvea)